# 줄도화돔
줄도화돔은 농어목 동갈돔과의 물고기이다. 몸길이는 최대 12cm이다. 일본 등 태평양 북서부를 중심으로 분포한다. 